# Efecto barba verde

El efecto barba verde es una forma de selección en el que individuos cuyos genes producen rasgos únicos observables seleccionan individuos con dicho rasgos y por lo tanto el mismo gen. En esta ilustración los individuos selectivamente se reproducen con otros del mismo color de cabeza.

El efecto barba verde es un experimento mental usado en la biología evolutiva para explicar el altruismo selectivo entre individuos de una misma especie. El comportamiento altruista es paradójico a la luz de las viejas ideas de la teoría evolutiva que enfatizan el papel de la competición. La evolución del altruismo se explica mejor a través de la evolución centrada en el gen, que enfatiza una interpretación de la selección natural desde la perspectiva del gen que actúa como un agente que tiene metafóricamente la "meta egoísta" de maximizar su propia propagación. La selección natural puede favorecer un gen para el altruismo (conductual) selectivo si el altruismo está fundamentalmente dirigido a otros individuos que compartan el gen. Ya que los genes son invisibles, tal efecto requiere de marcadores para que ocurra el comportamiento altruista.
Un efecto barba verde ocurre cuando un alelo, o un conjunto de alelos asociados, producen tres efectos expresados (o fenotípicos):
- Un carácter perceptible (la hipotética barba verde).
- El reconocimiento de este carácter por otros.
- Un tratamiento preferencial a individuos con el carácter.

Así, este gen directamente reconoce copias de sí mismo, sin importar el promedio de familiaridad (el coeficiente r de Hamilton). El altruismo de barba verde podría, en sentido estricto, incrementar la presencia de fenotipos con este carácter en una población aún si unos genes asisten a otros que no son copias exactas de ellos mismos en un sentido molecular: todo lo que se requiere es que produzcan las tres condiciones descritas. Los genes de barba verde son vulnerables a genes mutantes emergentes que produzcan el carácter sin el comportamiento altruista.
La idea del gen (o alelo) de barba verde fue propuesta por William D. Hamilton en sus artículos señeros de 1964, y nombrados como "genes de barba verde" por Richard Dawkins en su texto clásico El gen egoísta de 1976. El concepto permaneció como posibilidad teórica bajo el modelo del gen egoísta de Dawkins hasta 1998, cuando el primer gen de barba verde fue encontrado en la naturaleza en la hormiga de fuego (Solenopsis invicta), cuyas obreras matan selectivamente reinas (ponedoras de huevos) homocigóticas para un alelo específico del locus Gp-9. El ejemplo más vistoso del efecto fue descubierto en 2003 en el gen csaA en Dictyostelium discoideum, que codifica una adesina esencial para la formación en el suelo del cuerpo fructificante multicelular. En 2006, otro ejemplo del reconocimiento semejante a la barba verde fue vista en el comportamiento cooperativo entre morfologías de color en el lagarto de costados manchados, aunque los caracteres parecen estar codificados en loci múltiples a través del genoma.  Un ejemplo mucho más reciente fue encontrado en 2008; se trata de un gen que hace a la levadura de cerveza aglutinarse en respuesta a una toxina como el alcohol.